# Sanghata Sutra
Sanghata Sutra ou Ārya Sanghāta Sūtra é uma escritura do budismo maaiana que circulou de modo amplo no noroeste da Índia e na Ásia Central.
Embora tenha circulado inicialmente em sânscrito, foi posteriormente traduzido em todas as principais línguas das comunidades budistas ao norte, noroeste e leste da Índia, incluindo o chinês e o tibetano. Estas traduções foram feitas no decorrer dos séculos quinto ao décimo da nossa era.
Manuscritos do Sanghata Sutra foram redescobertos em Gilgit (em 1931 e 1938), Khotan, Dunhuang e outros locais na Ásia Central, ao longo da rota da seda.
O Sanghata Sutra voltou a ser divulgado entre os budistas por iniciativa do Lama Zopa Rinpoche.